# Ian Brossat

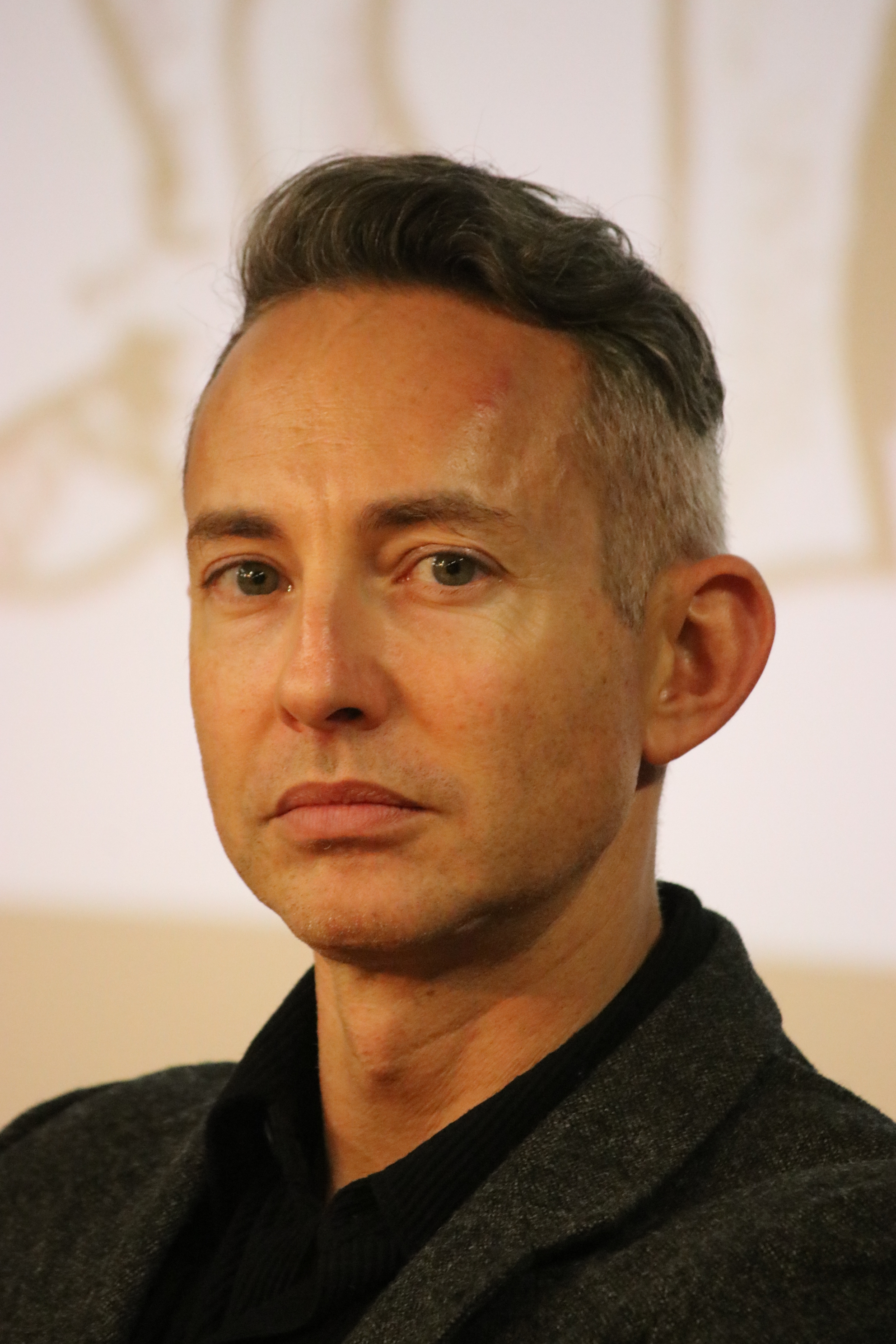
Ian Brossat

Ian Brossat (geboren am 23. April 1980 in Fontenay-aux-Roses (Hauts-de-Seine)) ist ein französischer Politiker der Kommunistischen Partei Frankreichs (PCF). Seit 2018 ist er Sprecher der PCF.
Seit 2008 ist er Stadtrat im Gemeinderat von Paris; er war von 2014 bis 2023 stellvertretender Bürgermeister unter der Bürgermeisterin von Paris, Anne Hidalgo, mit Zuständigkeit für Wohnungswesen, Notunterkünfte und Flüchtlingsschutz. Bei der Europawahl in Frankreich 2019 führte er die PCF-Liste an, die mit 2,5 % der abgegebenen Stimmen auf dem zehnten Platz landete. Bei der Teil-Senatswahl vom 24. September 2023 wurde er als Abgeordneter für Paris in den Senat gewählt.

## Kindheit, Ausbildung
Ian Brossat ist der Sohn von Alain Brossat, Professor für Philosophie an der Universität Paris VIII, und Sylvia Klingberg, Soziologin am INSERM, einer ehemaligen Aktivistin der israelischen linksgerichteten Partei Matzpen, die in den 1980er Jahren nach Frankreich emigrierte und sich in Paris politisch engagierte. Beide Eltern waren Mitglieder der trotzkistischen Ligue communiste révolutionnaire. Sie nahmen ihren Sohn zu Demonstrationen mit und waren auch in politischer Hinsicht seine Vorbilder. Brossats Großvater Marcus Klingberg war israelischer Epidemiologe, Militärmediziner und KGB-Agent, wurde 1983 enttarnt und wegen Hochverrats zu 20 Jahren Haft verurteilt.
Brossat besuchte eine geisteswissenschaftliche Vorbereitungsklasse am Lycée Henri-IV in Paris und wurde an der École normale supérieure in Lyon angenommen. Im Jahr 2003 erwarb er die Agrégation (Lehrbefugnis für höhere Schulen) im Fach lettres modernes (moderne Sprachen und Literatur) und ein DEA in vergleichender Literaturwissenschaft. Er unterrichtete in Sarcelles (Val-d’Oise).

## Privates
Im August 2011 offenbarte Brossat in einem Interview mit der Schwulenzeitschift Têtu, dass er homosexuell ist. Im Jahr 2013 heiratete er seinen Partner, einen Mathematiklehrer.

## Politische Laufbahn

### Funktionär der PCF
Brossat trat 1997 im Alter von 17 Jahren der PCF bei. Er war während des Studiums für die Partei aktiv. Als er 22 Jahre alt war, wurde er 2002 in die Leitung der Pariser Stadtorganisation der KP gewählt.
Bei den Regionalwahlen 2004 kandidierte er auf der von Marie-George Buffet angeführten Liste. Nachdem er Mitglied der PCF in den Sektionen des 6. und 7. Arrondissements gewesen war, wurde er 2006 Sekretär der PCF-Sektion im 14. Arrondissement, wo er einen Großteil seiner Kindheit und Jugend verbracht hatte. Im selben Jahr wurde er in den Nationalrat der PCF gewählt. Er wurde zu einem der wichtigsten Funktionäre der Pariser Föderation der PCF.
Am 13. Dezember 2018 wurde Ian Brossat zum Sprecher der PCF ernannt, im Zweierteam mit Cécile Cukierman.
Am 5. Oktober 2019 übernahm er als Nachfolger von Patrice Bessac den Vorsitz der Nationalen Vereinigung kommunistischer und republikanischer Abgeordneter.
Bei der Präsidentschaftswahl 2022 war er der Wahlkampfleiter des von der PCF nominierten Kandidaten Fabien Roussel.

### Als Kandidat für Parlamentswahlen
Brossat kandidierte bei der Parlamentswahl 2007 im 14. Arrondissement von Paris und erzielte ein Ergebnis von 2,57 %. Danach wurde er Sprecher der PCF Paris für die Kommunalwahlen 2008.
Als Kandidat auf der Liste Front de gauche (der Linksfront) bei der Parlamentswahl 2012 für den 17. Wahlkreis von Paris erreichte er 13,19 % der abgegebenen Stimmen und landete hinter dem Sozialisten Daniel Vaillant und der UMP-Kandidatin Roxane Decorte auf dem dritten Platz, sodass er sich nicht für den zweiten Wahlgang qualifizierte.
Bei der Parlamentswahl 2017 im selben Wahlkreis wie zuvor, schied er nach dem ersten Wahlgang aus und erreichte mit 10,35 % der abgegebenen Stimmen den dritten Platz, überholt von Danièle Obono, seiner Stellvertreterin 2012, die im zweiten Wahlgang für La France insoumise gewählt wurde.

### Stadtrat von Paris

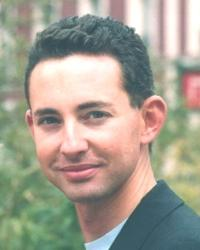
Ian Brossat 2008

Bei der Kommunalwahl 2008 kandidierte er im 18. Arrondissement, einer Hochburg der Linken, auf einer Liste, die von den Sozialisten Bertrand Delanoë und Daniel Vaillant angeführt wurde. Als gewählter Pariser Stadtrat übernahm er den Vorsitz der kommunistischen Fraktion im Pariser Rat als Nachfolger von Jean Vuillermoz. Er war damit der jüngste Fraktionsvorsitzende im Pariser Gemeinderat.
Im Pariser Stadtparlament setzte er sich für eine Beschleunigung des Baus von Sozialwohnungen insbesondere im 16. Arrondissement auf dem Gelände des Parc Sainte-Périne ein. Er ließ über eine Resolution abstimmen, mit der gefordert wurde, dass Vermieter von Sozialwohnungen den Mietern die Kosten erstatten sollten, die durch den Ausfall von Aufzügen entstanden. Ab Dezember 2009 leitete er eine Informationsmission zur Verbesserung der Wartung von Aufzügen in Paris. Er sprach sich für den Bau von Hochhäusern aus, sofern dadurch der Stellenwert von Wohnraum und Arbeitsplätzen erhöht wird. Im Juli 2008 setzte sich die kommunistische Fraktion von der städtischen Mehrheit unter Bertrand Delanoë ab, indem sie sich gegen die Privatisierung der Müllabfuhr in Paris aussprach. Ebenso lehnte die kommunistische Fraktion die Einführung der Videoüberwachung in Paris ab, trotz der Unterstützung des Bürgermeisters von Paris für den von der Polizeipräfektur initiierten Plan „1000 Kameras“. Sie war auch gegen jede geregelte Legalisierung von Cannabis.
Die kommunistische Fraktion erreichte die Durchführung einer Kampagne, die vor den Gefahren warnt, die von der Verwendung von Aufhellungscremes ausgehen, die im 18. Bezirk, insbesondere in Château Rouge, verheerende Auswirkungen hatten. Im Namen der PCF/PG-Fraktion forderte er die Stadt Paris auf, die Konzerte der Rap-Gruppe Sexion d’Assaut zu verbieten, da diese in ihren Liedern und in der Presse homophobe Äußerungen gemacht hatte.
2010 unterstützte Brossat eine Vereinbarung, die die UMP dem Pariser Rathaus im Rahmen der Ermittlungen zu den Vorwürfen der fiktiven Beschäftigung, von der die RPR während der Amtszeit von Jacques Chirac als Bürgermeister von Paris profitiert haben soll, vorgeschlagen hatte, wodurch seiner Meinung nach die Schuld des ehemaligen Bürgermeisters bewiesen werden konnte.
Ende 2012 übertrug ihm Bertrand Delanoë den Vorsitz der SemPariSeine, einer der größten gemischtwirtschaftlichen Gesellschaften der Stadt Paris, die unter anderem das Forum des Halles verwaltet.
Im Oktober 2013 schlug er zusammen mit den kommunistischen Abgeordneten von Paris vor, im 16. Arrondissement ein „Eingliederungsdorf für Roma“ einzurichten. Als er vom Journal du Dimanche gefragt wurde, „welchen Ort in Paris Sie gerne verändern würden“, antwortete er, er würde gern die Basilika Sacré-Cœur de Montmartre in einen „Raum der Solidarität“ umwandeln.
Im April 2013 verfasste er gemeinsam mit Jacques Baudrier ein Buch mit dem Titel Paris n'est pas à vendre, in dem er Alternativen zur Immobilienspekulation in der Hauptstadt vorschlug.
Nach einer Vereinbarung über gemeinsame Listen der PS-PCF für die Kommunalwahl 2014 in Paris wurde er einer der sechs stellvertretenden Sprecher der Kampagne von Anne Hidalgo und stand auf Platz 7 der sozialistischen Liste im 18. Arrondissement. Diese Liste erhielt im zweiten Wahlgang 62,4 % der Stimmen.
Nach dem Sieg der Kandidatin wurde er am 5. April zum stellvertretenden Bürgermeister von Paris ernannt, der für Wohnungsbau und Notunterkünfte zuständig war. Seit dem 6. Oktober 2017 war er für Wohnungsbau, nachhaltiges Wohnen und Notunterkünfte zuständig. Ab dem 15. Dezember 2015 zählte Ian Brossat außerdem zu den 62 Pariser Ratsmitgliedern, die als Metropolitanräte gewählt wurden, um im Rat der Metropole Grand Paris zu sitzen, dessen erste Sitzung am 22. Januar 2016 stattfand.
Anlässlich der Veröffentlichung seines Buches Airbnb la ville ubérisée im September 2018 prangerte Ian Brossat die „Raubtierökonomie“ an, die die Plattform Airbnb betreibe, indem sie die Vermietung ganzer Wohnungen im Zentrum von Paris ermögliche, was zu einem erheblichen Verlust an Wohnraum für Wohnungssuchende führe. Dasselbe Problem gab es beim Kauf von Zweitwohnungen durch Gewerbetreibende. Der stellvertretende Bürgermeister, der für Wohnungsbau zuständig ist, möchte, dass der Gesetzgeber diesen Praktiken ein Ende setzt. Laut dem Journalisten Vincent Jauvert hat Airbnb versucht, ehemalige Führungskräfte der Pariser Stadtverwaltung anzuwerben, um Ian Brossat entgegenzutreten.
Er zahlt seiner Partei jeden Monat eine Summe, die der Gehaltsdifferenz zwischen seinem Mandat als gewählter Abgeordneter von Paris und seinem früheren Beruf entspricht.

### Brossat Spitzenkandidat bei den Wahlen zum Europaparlament 2019
Auf dem 38. Parteitag der PCF wurde Ian Brossat zum Spitzenkandidaten für die Europawahl 2019 gewählt. Sein Auftritt bei der Fernsehdebatte am 4. April auf France 2 erregte Aufsehen. Seine Liste landete mit 2,49 % der abgegebenen Stimmen auf dem zehnten Platz, damit konnte sie keine Mitglieder ins Europaparlament entsenden – ein Novum für die PCF – und bekam ihre Wahlkampfkosten nicht erstattet. Es war das bis dahin niedrigste Ergebnis der PCF nach Stimmen bei allen Wahlen.

### Brossat als Kandidat bei der Kommunalwahl 2020 in Paris
Im Juni 2019 wurde Ian Brossat von der PCF nominiert, um eine Liste für die Kommunalwahlen 2020 in Paris anzuführen, wobei er erklärte, eine Zusammenführung der Linken anzustreben. Nach Gesprächen einigte man sich im Dezember auf ein Bündnis mit Anne Hidalgo ab dem ersten Wahlgang.
Im 18. Sektor schloss sich die von Eric Lejoindre angeführte Liste „Paris en commun“ – PS, PCF, Place publique, Génération-s, Allons enfants, Pari(s) écolo – im zweiten Wahlgang mit der EELV zusammen und gewann mit 62 % der abgegebenen Stimmen. Ian Brossat, der auf dem dritten Platz der Liste stand, wurde in den Bezirksstadtrat und den Pariser Stadtrat gewählt.

## Veröffentlichungen
- Mit Jacques Baudrier: Paris n'est pas à vendre. Éditions Arcane 17, Paris 2013, ISBN 978-2-918721-23-9, S. 76 (französisch).
- Mit Valérie Péronnet: L'Espion et l'enfant. Éditions Flammarion, Paris 2016, ISBN 978-2-08-137523-9, S. 247 (französisch).
- Airbnb la ville ubérisée. Éditions la ville brûle, Montreuil 2018, ISBN 978-2-36012-099-4, S. 160 (französisch).